# Ingo Kett
Ingo Kett ist ein deutscher Betriebswirt und Honorarprofessor an der Westfälischen Wilhelms-Universität in Münster.

## Leben
Ingo Kett studierte von 1979 bis 1987 Betriebswirtschaft an der Westfälischen Wilhelms-Universität in Münster.
Zudem arbeitete von 1984 bis 1988 als Wissenschaftlicher Mitarbeiter am Lehrstuhl für Betriebswirtschaftslehre (insbesondere Unternehmensforschung) und promovierte sich.
Zunächst ging Ingo Kett in die Wirtschaft als Berater für verschiedene Unternehmen. Er wurde Executive Partner bei Accenture und gründete 2008 das Unternehmen Viaticum.
Seit 2012 ist er zudem VP & Managing Partner Europe bei IBM.
Ingo Kett ist seit 2004 Honorarprofessor am Lehrstuhl Betriebswirtschaftslehre, insbesondere Organisation, Personal und Innovation an der Westfälischen Wilhelms-Universität Münster.

## Mitgliedschaften
Ingo Kett ist Mitglied der katholischen Studentenverbindung K.St.V. Osning zu Münster und Bielefeld.

## Veröffentlichungen
Auswahl von Publikationen und Veröffentlichungen von Ingo Kett:
- G. Schewe, I. Kett: Business Process Outsourcing: Geschäftsprozesse kontextorientiert auslagern. Springer Verlag, Berlin 2007.
- G. Schewe, I. Kett: Maßgeschneidert – Die unternehmensspezifische Situation und ihr Einfluss auf die richtige Form des Outsourcing. In: Zeitschrift Führung und Organisation. 76. Jg., Nr. 3, 2007, S. 138–145.
- I. Kett, W. V. Skötsch: Outsourcing als Chance für den Standort Deutschland. In: Zeitschrift Führung und Organisation. 2007.
- I. Kett, G. Schewe: Management Skills: Beziehungen nutzen, Probleme lösen, effektiv kommunizieren. Gabler Verlag, Wiesbaden 2010.
- I. Kett, S. Becker: Das Münster-Konzept – vom Business-Problem zur Management-Entscheidung. Erich Schmidt Verlag, Berlin 2018.